# MRNA前駆体
mRNA前駆体（エムアールエヌエーぜんくたい）は、スプライシングなどのさまざまな加工を受けて成熟した mRNA になる前の RNA 分子。
一般に真核生物では、タンパク質をコードする遺伝子の多くがイントロンを持つ。これらの遺伝子は細胞核内でRNAに転写され一次転写産物となる。これはヘテロ核 RNA (hnRNA) とも呼ばれる。その後5' 末端へメチル化されたグアノシンが付加する5'キャップ、RNAスプライシングによるイントロンの除去、3' 末端に多数が数珠状に連なったアデニル酸が付加するポリA尾部といった装飾を経て、成熟mRNAとなる。このようにして出来た mRNA は核外に輸送され翻訳される。
一方で酵母や植物のミトコンドリア、葉緑体のゲノムにも、タンパク質をコードする遺伝子に自己スプライシングイントロンを持つ物があり、これらの一次転写産物も mRNA 前駆体の一種である。
```
DNA
EEEEEEEEEEEiiiiiiiiiiiiEEEEEEEEEEEEE
EEEEEEEEEEEiiiiiiiiiiiiEEEEEEEEEEEEE

          転写  ↓

mRNA前駆体
EEEEEEEEEEEiiiiiiiiiiiiEEEEEEEEEEEEE

    プロセシング ↓

mRNA
 CEEEEEEEEEEEEEEEEEEEEEEEAAAAAAAAA

核外への輸送・翻訳  ↓

タンパク質
           XXXXXXXXXX

E:
エクソン
 i:イントロン C:キャップ構造 AAAAA: ポリA尾部 X:アミノ酸
```